# Buritis (Minas Gerais)
Buritis is een gemeente in de Braziliaanse deelstaat Minas Gerais. De gemeente telt 22.465 inwoners (schatting 2009).

## Aangrenzende gemeenten
De gemeente grenst aan Arinos, Formoso, Unaí, Cabeceiras (GO), Flores de Goiás (GO), Formosa (GO) en Vila Boa (GO).

## Verkeer en vervoer
De plaats ligt aan de weg MG-400.